# Tramwaje w Weil am Rhein
Tramwaje w Weil am Rhein – system tramwajowy w Weil am Rhein, część systemu tramwajowego Bazylei, obejmujący trzy przystanki.
Tramwaje w Weil am Rhein funkcjonują od 14 grudnia 2014 roku i powstały poprzez wydłużenie linii nr 8 o 2,8 km i pięć przystanków. Częstotliwość kursów wynosi 15 minut.